# The Housemartins
The Housemartins byla hudební skupina, která patřila k nejvýraznějším představitelům britského nezávislého pop-rocku osmdesátých let.
Skupinu založila koncem roku 1983 ve městě Kingston upon Hull dvojice pouličních muzikantů Paul Heaton (zpěv) a Stan Cullimore (kytara), přidali se k nim baskytarista Ted Key a bubeník Chris Lang. Po dvou letech Keye vystřídal Norman Cook a za bicími usedl po Langovi Hugh Whitaker ze skupiny The Gargoyles, kterého po čase nahradil Dave Hemingway.
Skupina byla známa vyhraněnými levicovými názory, stejně jako křesťanskou vírou (v repertoáru měla i gospely), na obalu první desky adresovali fanouškům výzvu: „Take Jesus, Take Marx, Take Hope“. Svérázný smysl pro humor její členové projevovali tím, že se i v dobách největších úspěchů soustavně představovali jako „čtvrtá nejlepší kapela v Hullu“ (po Red Guitars, Everything but the Girl a The Gargoyles). Lokální patriotismus prokázali i názvem svého prvního alba London 0 Hull 4, zapsaným v podobě fotbalového skóre.
Styl The Housemartins vycházel z kytarové hudby šedesátých let, kladl důraz na výraznou melodii a soulové pojetí zpěvu. Singl Happy Hour se umístil na třetím místě UK Singles Chart, píseň Caravan of Love (a cappella verze starší skladby The Isley Brothers) vedla britskou hitparádu v prosinci 1986. Skupina vydala dvě dlouhohrající desky: London 0 Hull 4 (1986, třetí v UK Albums Chart) a The People Who Grinned Themselves to Death (1987, 9. místo žebříčku). Po rozpadu skupiny ještě vyšla kompilace největších hitů Now That's What I Call Quite Good (1988, osmá v prodejnosti).
Baskytarista Norman Cook se po odchodu z The Housemartins prosadil v oboru elektronické hudby pod pseudonymem Fatboy Slim. Heaton a Hemingway založili skupinu The Beautiful South, známou díky hitu A Little Time.